# Catedral basílica de Mazatlán

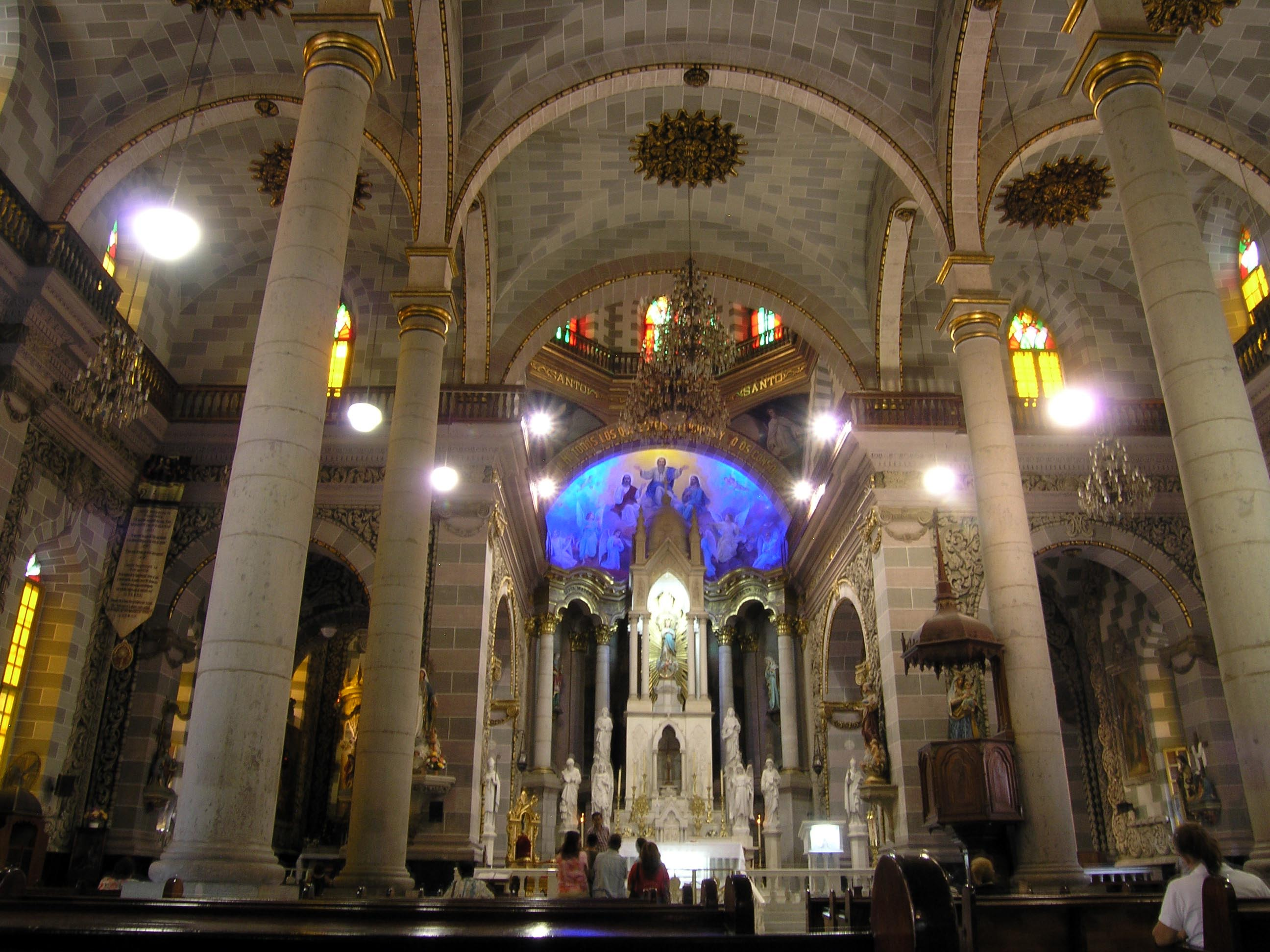
El interior del templo

La catedral basílica menor de Mazatlán, dedicada a la Purísima Concepción, es el principal edificio religioso de la ciudad de Mazatlán, estado de Sinaloa, México, de estilo barroco, y sede de la diócesis de Mazatlán. Está ubicado en el centro histórico.

## Antecedentes
Las obras del templo se comenzaron en el año de 1856, por orden del entonces obispo Pedro Loza y Pardavé. Más tarde, el párroco Miguel Lacarra retoma las obras y es por éste que se dan por concluidas en el año de 1899. La consagración del templo como basílica se realizó el 12 de diciembre de 1941.

## El edificio
Consta de planta basílical, con tres naves, las cuales tienen la misma altura. Cuenta con una cúpula octogonal con linternilla, coronada por una cruz de hierro.  Las torres son de dos cuerpos y presentan remates en forma de prismas truncados, los cuales son coronados por una cruz. La portada de la catedral consta de tres arcos ojuvales, de fuerte acento neogótico, los cuales sirven de portón de acceso al arco principal, de medio punto y sostenido por pilastras, las cuales sostienen el frontón triangular.
El interior del edificio, si bien presenta también elementos propios del estilo neogótico, presenta también algunos de influencia neoclásica; esta mezcla de estilos debido a las ideas academeizantes del arte ecléctico, muy de moda en ese entonces.

## Historia
En todas las ciudades antiguas de México, se consideraba a las catedrales el edificio más importante, ya que representaba no sólo el poder eclesiástico sino que también se mostraban como un símbolo del poderío social y económico de la comunidad.
Los primeros pasos que se dieron para la construcción de esta majestuosa catedral fueron en el año de 1855 y transcurrirían varias décadas, para que se pudiera terminar. En el año de 1875, gracias a los esfuerzos y tesón del Padre Miguel Lacarra, los trabajos de construcción se aceleraron y es por esa decidida intervención que el cuerpo principal del edificio se termina a principios de 1880.
La construcción de esta catedral fue posible por las cuantiosas contribuciones económicas que otorgaron los principales comerciantes e industriales católicos de la ciudad. Uno de los principales benefactores en esta etapa, fue don Pedro Echeguren y de la Quintana, natural de la ciudad de San Sebastián, España, que era uno de los hombres más ricos de la región, dueño de las poderosas minas de "Guadalupe de los Reyes", de la fábrica de Hilados y Tejidos, la Abastecedora de agua e innumerables fincas y terrenos urbanos.
Se cuenta que su extrema e inusitada bondad, se debió a la solemne palabra de caballero que él había otorgado al padre Lacarra de terminar con su vida pecaminosa (vivía en amasiato con doña Concepción Moreno) casándose en la catedral una vez que ya estuviera terminada.
Esta imponente catedral fue diseñada y construida por Estanislao León, quien murió en las etapas finales de la construcción. Las espléndidas torres se empezaron a levantar en el año de 1893, la primera de ellas se concluyó el 6 de abril de 1894 y la otra pocos meses después. Estas torres, originalmente fueron diseñadas por el eminente constructor Natividad González, pero debido a un áspero desacuerdo sobre ciertos asuntos técnicos con el párroco padre García no llegó a terminarlas.
La primera misa pública, se celebró el 7 de mayo de 1880, pero hasta el día siete de mayo de 1899 no se realizó la bendición del templo y la consagración de los diversos altares interiores, ceremonia a la que asistieron como padrinos algunas de las familias más notables de la ciudad. Honor que seguramente obtuvieron por las sustanciosas aportaciones económicas que realizaron para la construcción; las crónicas nos señalan que el altar mayor se debe a la bondad de los señores Manuel Herrerías y su esposa María de la Quintana, Pablo Hidalgo y su esposa Carmen, Antonio de la Peña y su hija Romana, Agustín José Elizondo y doña Francisca Navarro de Hidalgo.
Esas mismas crónicas dicen que en el altar del Sagrado Corazón participaron entusiastamente los señores Baldomero Herrerías y Juan Gavica, y que en el altar de San José, los matrimonios de José H. Rico y su esposa Dolores Moreno y Guillermo Haas y su esposa la distinguida Josefa Canalizo. Finalmente las crónicas terminan relatando que en el altar de Nuestra Señora de Guadalupe participaron muy activamente los señores José Somellera y su esposa Matilde Lejarza, así como el presidente de la Minera del Pánuco, Genaro García y su esposa Domitila Casal.
Un atrio enrejado circunda tres de los lados de la catedral y ahí se encuentran ubicados tres magníficos e imponentes monumentos. En dos de ellos se representa a Cristo como Rey y en el restante se muestra al indio Juan Diego, mostrándole al obispo Fray Juan de Zumárraga el áyate con la aparición milagrosa de Nuestra Señora de Guadalupe.

## Arquitectura
Aunque su diseño arquitectónico es ecléctico, su interior y exterior, es una bien lograda combinación entre neomorisco y neogótico, muy parecido al gótico original que se utilizó en las catedrales de Burdeos, Toledo, Siguenza y el morisco de la mezquita de Córdoba.
Ambas torres y su cúpula exterior, están recubiertas por azulejos de color amarillo de manufactura europea. En su fachada principal, se encuentra un acogedor pórtico (lo que es algo inusual de encontrar en las grandes catedrales mexicanas), del que sobresalen tres arcos aristados que le dan una elegancia muy especial. En sus paredes laterales y del pórtico se pueden admirar cuatro grandes esculturas que representan a los evangelistas, Mateo, Marcos, Lucas y Juan. Al traspasar su gran portón de entrada, en su egregio interior se encuentran tres naves que tienen un estilo mezcla de la arquitectura gótica, barroca y neoclásica.
En el altar principal, de refinado estilo gótico, se encuentran un conjunto de bellísimas estatuas de santos y ángeles de mármol de Carrara, definitivamente de manufactura Italiana. Acompañadas por las imágenes de santa Ana y san Joaquín, las que en conjunto, están consideradas por los expertos en verdaderas e insustituibles joyas de arte. En la parte frontal del altar de blanquísimo mármol está plasmada una bellísima representación escultórica de La Última Cena de Cristo.
La catedral tiene cuatro altares laterales, dos de ellos a los lados del altar principal y los dos restantes a los costados de la entrada principal, sus diseños son Neoclásicos y están consagrados en honor a nuestra Señora del Santo Rosario, el Sagrado Corazón de Jesús, Nuestro Señor San José y Nuestra Señora de Guadalupe. En este último altar, se encuentran las tumbas del primer obispo que tuvo la diócesis de Mazatlán, Miguel García Franco, Q. E. P. D. Y la de los padres Lacarra y José Ruiz, este último que fue quien concluye la construcción.
En la parte posterior del altar principal abrigada por una cúpula de mármol, se encuentra una espléndida escultura de la Inmaculada Concepción y un majestuoso mural que representa la Santísima Trinidad rodeada de ángeles y otras figuras celestiales. Si observamos detenidamente veremos que adentro de los triángulos curvilíneos que forman los arcos con el anillo de la cúpula, se pueden admirar las regias figuras de los Doctores de la Iglesia, los Santos Bernardo y Ambrosio y de los Profetas del antiguo testamento, Zacarías y Moisés.
Dignos de elogiar son los frescos de escenas religiosas que se encuentran a los lados de los altares principales y laterales, que aunque son muy recientes (1942) son de magnífica estética y ejecución.
Sus hermosos balaustres de caoba que rodean toda la parte superior del techo abovedado y su hermoso púlpito y confesionarios de techo de petatillo de cedro americano son unas joyas de diseño y obra artesanal muy bien logradas.
La catedral en su conjunto es una construcción que reúne características que la hacen ser majestuosa, su diseño arquitectónico y sus detalles ornamentales, son únicos y de una calidad indiscutible, solo basta mirar las catorce esculturas de origen europeo (probablemente Italianas) colocadas en las paredes laterales y que representan el Vía Crucis de Nuestro Señor o disfrutar de las exquisitas imágenes de san Juan Bosco, san Judas Tadeo, Nuestra Señora de Fátima, santa Eduwiges, Nuestra Señora de los Rayos, Nuestra Señora del Sagrado Corazón del Niño Jesús, santa Marta, Jesús el Nazareno, santo Domingo, Cristo Rey, la Dolorosa Virgen María y el domo encristalado con el Santo Entierro de Jesús.
Es de elogiar su enorme candil central y los candiles colocados a lo largo de los pasillos laterales, adornados profusamente de finísimos cristales cortados franceses, instalados en el año de 1950.
Sin embargo la joya de la catedral es su grandioso órgano construido en París por el fabricante Aristide Cavaillie-Coll (1811-1899) y aunque en los archivos de la catedral no se señala en que fecha se adquirió este maravilloso instrumento musical, información periodística de la época indica que el día 17 de mayo de 1899 el órgano fue tocado por primera vez, deleitando a la sociedad católica del puerto.
Las oficinas de la sacristía y de las autoridades eclesiásticas, se sitúan en la parte posterior de la catedral; en el segundo piso que está ubicado arriba de la sacristía, ahí en la sala de espera del obispo se pueden admirar cuatro excelentes pinturas al óleo de los padres Lacarra, José Ruiz y las de los obispos Lino Aguirre y Miguel García Franco.

## Actualidad
Actualmente, se están realizando trabajos extensivos de remodelacíon y recuperación arquitectónica y ornamental, en el que, con sumo cuidado se están respetando los lineamientos originales. Ya en estos momentos se puede observar cómo poco a poco, la catedral está recuperando su hermosura y grandiosidad, gracias a la entusiasta colaboración de la grey católica del Puerto. Archivado el 10 de junio de 2015 en Wayback Machine.